# Giovanni Gasperini (funzionario)
Giovanni Gasperini (Venezia, 5 gennaio 1852 – Roma, 13 novembre 1927) è stato un prefetto italiano.

## Biografia

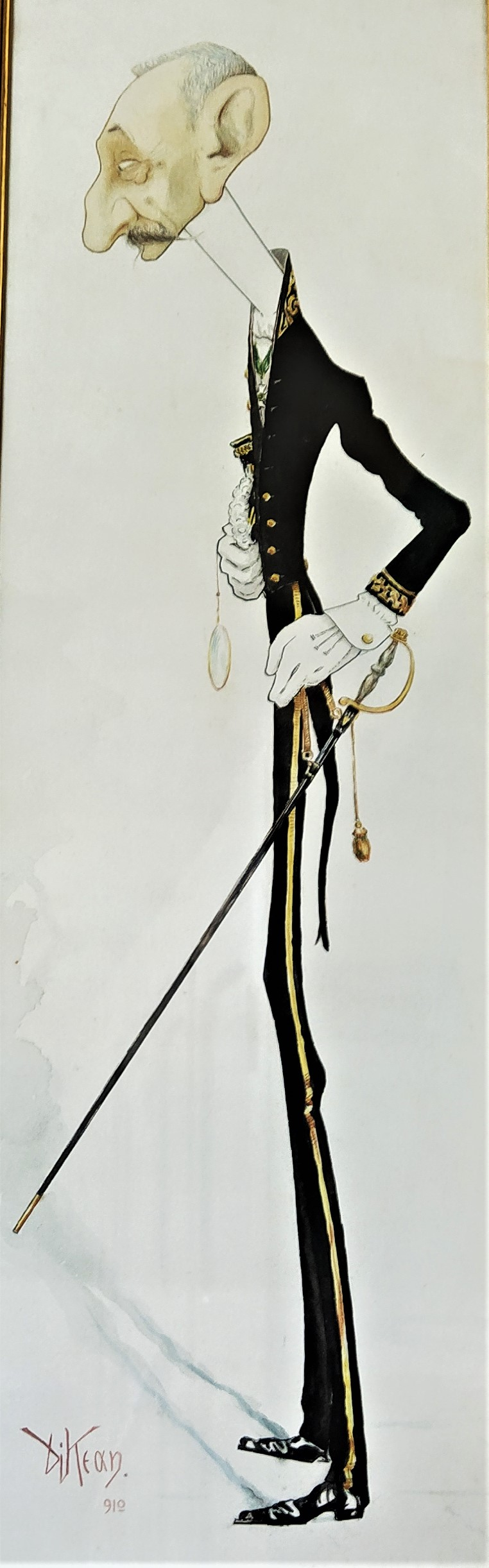
Caricatura di Giovanni Gasperini, prefetto di Napoli, 1910

Appartenente ad una famiglia veneta di nobili origini, crebbe e studiò a Venezia, all'epoca ancora sotto il dominio dell'Impero austriaco e scossa dai fermenti patriottici e risorgimentali; dopo il liceo classico e la laurea in legge, entrò nel 1878 a far parte dell'amministrazione del Ministero dell'Interno del Regno d'Italia. L'anno seguente sposò la contessa veneta Gisella Zacco, dalla quale ebbe i figli Bianca Corrado e Gino Gasperini.
La sua carriera durò oltre quarant'anni, nel corso della quale collaborò con molti ministri dell'Interno, tra i quali Agostino Depretis, Francesco Crispi del quale fu Capo di Gabinetto e Giovanni Giolitti. Percorse tutti i gradi del cursus honorum, venendo nominato commissario di Forlì nel 1894, prefetto di Massa nel 1900, prefetto di Pisa negli anni 1901-1904, prefetto di Torino negli anni 1904-1907 e, successivamente, di Napoli; infine, ebbe il suo ultimo incarico come prefetto di Livorno dal 1914 al 1921.
Nella sua lunga carriera ha attraversato un periodo di grandi trasformazioni politiche e sociali, dai primi anni dell'unità d'Italia a quelli seguenti la fine della prima guerra mondiale; fu insignito di numerosi riconoscimenti, medaglie ed onorificenze, tra cui quella di commendatore.